# Hagapteryx admirabilis
Hagapteryx admirabilis är en fjärilsart som beskrevs av Otto Staudinger 1887. Hagapteryx admirabilis ingår i släktet Hagapteryx och familjen tandspinnare. Inga underarter finns listade i Catalogue of Life.